# Zumar
Zumar (arabisch زمار‎, Sorani زوممار‎) ist eine irakische Stadt im Distrikt Tal Afar im Gouvernement Ninawa. Internationale Bekanntheit erlangte die Stadt durch die wechselhafte Schlacht um Zumar zwischen den IS-Milizen und den Peschmerga der Autonomen Region Kurdistans.